# Mr. Criminal
Mr. Criminal, de son vrai nom Robert Garcia, né le 4 décembre 1982 à Silver Lake, en Californie, est un rappeur et producteur américain d'ascendance mexicaine. 
Il fait partie des SouthSide 13 (Trece), « SouthSide » désignant le sud de la Californie et le « 13 » la treizième lettre de l'alphabet donc le « M » désignant la Mafia Mexicaine, aussi dites 'eMe', celle-ci dirige les prisons et les gangs de rue portant le chiffre '13', donc les gangs de type Sureño. Robert a fait et fait toujours partie du Florencia 13, un gang Sureño du Sud de la Californie.[réf. nécessaire]
Garcia est signé sur le label Hi Power Entertainment et a déjà travaillé avec d'autres rappeurs comme Mr. Capone-e, Mr. Silent, Stomper, Bone Thugs-N-Harmony, Roscoe (rappeur), Frank V (Proper Dos), Soldier Ink, Lil' Flip, Triple C, Nate Dogg, Fat Joe, Compton's Most Wanted, Spider Loc, Layzie Bone, Kokane, Bizzy Bone, Krayzie Bone, Lil Cuete, Fingazz, Snoop Dogg, Brotha Lynch Hung, et les producteurs français DJ Ak, Smook Weed, Makavelik et DJ HA.

## Biographie
Mr. Criminal publie son premier album, Criminal Mentality le 5 août 2003, au label Thump Records. Il suit d'un deuxième album, Organized Crime, le 15 juin 2004 au label Hi Power Entertainment. Son troisième album, Sound of Crime est publié le 27 septembre 2005 au label B-dub.
Le 4 juillet 2006, Criminal publie son quatrième album Stay on the Streets, qui contient le single à succès We Ride, en featuring avec Bizzy Bone des Bone Thugs-N-Harmony. Il fait également participer Layzie Bone, Mr. Capone-E, et Hi Power Soldiers. L'album est diffusé sur les chaînes de radio aux États-Unis, et permet à Mr. Criminal de partir en tournée aux côtés du groupe G-Unit. Cependant, sa popularité sera éclipsée par plusieurs démêlés judiciaires, particulièrement en 2008 lorsque la police perquisitionnera son véhicule en Arizona pour possession illégale d'armes à feu et de marijuana. Libéré, Mr. Criminal tente de se reconstruire sa carrière musicale inspiré par le crime et la loi. Son album qui suit, Death Before Dishonor, est classé 31e des Billboard Heatseekers, et 64e des RnB/Hip-Hop Albums ; Rise 2 Power est classé 37e des Heatseekers et 65e des RnB/Hip-Hop Albums, et Criminal Mentality 2 est classé 47e des Heatseekers.
En 2012, Mr. Criminal compte un total de 250 chansons et 16 albums.

## Discographie

### Albums studio
- 2001 : Criminal Mentality
- 2004 : What the Streets Created
- 2004 : Organized Crime
- 2005 : Sounds of Crime
- 2006 : Sounds of the Varrio
- 2006 : What the Streets Created 2
- 2006 : Stay on the Streets
- 2007 : What the Streets Created 3
- 2007 : Ryder Muzic
- 2008 : Sounds of the Varrio 2
- 2008 : Rise 2 Power
- 2008 : Hood Affiliated
- 2009 : Love Letters
- 2009 : Only the Strong Survive
- 2009 : Hood Affiliated 2
- 2010 : Love Letters 2
- 2010 : Death Before Dishonor
- 2010 : Hood Affiliated 3
- 2011 : Criminal Mentality, Vol.2
- 2011 : Gang Bang Symphonies
- 2012 : Gang Bang Symphonies 2
- 2012 : Young, Brown and Dangerous
- 2013 : Last of a Dying Breed
- 2014 : Premeditated Homicide
- 2014 : Gangsters Don't Talk - The Compilation
- 2015 : Gangsters Don't Talk 2 - The Compilation - The Sequel
- 2015 : Evolution of a G
- 2016 : Street Unity
- 2016 : L.W.A Latin with Attitude
- 2017 : Palm Trees and Sunsets
- 2017 : The Crime Family Album
- 2017 : Don't Get Me Misunderstood
- 2018 : Redemption

### Compilations
- 2004 : Mr. Criminal Presents...What the Streets Created, Vol.1
- 2006 : Sounds of the Varrio
- 2006 : Mr. Criminal Presents...What the Streets Created, Vol.2
- 2007 : Mr. Criminal Presents...What the Streets Created, Vol.3
- 2008 : Sounds of the Varrio pt 2
- 2008 : Mr. Criminal Presents...Street Created Most Wanted (Best Of)
- 2008 : Mr. Criminal Presents...Hood Affiliated
- 2009 : Hi Power Collectables Presents...Love Letters
- 2009 : Mr. Criminal Presents...Hood Affiliated, Pt. 2
- 2010 : Hi Power Collectables Presents...Love Letters, Pt. 2
- 2010 : Mr. Criminal Presents...Hood Affiliated, Pt. 3
- 2010 : Hi Power Collectables Presents...Gang Stories: The Best of
- 2011 : Mr. Criminal Presents...Gang Bang Symphonies
- 2012 : Mr. Criminal Presents...Gang Bang Symphonies, Pt. 2
- 2014 : Mr Criminal present ... Gangster Don't Talk
- 2015 : Mr criminal present... Gangster Don't Talk 2 : the Sequel

### Albums collaboratifs
- 2005 : Soldiers of the 213 (avec Mr. Silent (Soldiers of the 213))
- 2006 : The Real Sequel (avec Mr. Silent (Soldiers of the 213))
- 2008 : The Best of 213 (avec Mr. Silent (Soldiers of the 213))
- 2011 : Southside's Most Wanted (avec Mr. Capone-E)
- 2012 : Southside's Most Wanted: The Return (avec Mr. Capone-E)
- 2017 : The Crime Family Album (avec The Crime Family Entertainment)